# Ma Zhong (Shu)
Ma Zhong (chinesisch 德信, Pinyin Déxìn) war ein General des chinesischen Staates Shu Han zur Zeit der Drei Reiche.
Während aus historischen Quellen keine Einzelheiten über sein Leben überliefert sind, bekommt seine Figur in Luo Guanzhongs historischem Roman Die Geschichte der Drei Reiche deutlichere Züge. Hier wird Ma Zhong gemeinsam mit Zhang Yi auf einem Feldzug gegen die Nanman von der Anführerin Zhurong gefangen genommen.
| Personendaten    | Personendaten                                                     |
| ---------------- | ----------------------------------------------------------------- |
| NAME             | Ma Zhong                                                          |
| KURZBESCHREIBUNG | General des chinesischen Staates Shu Han zur Zeit der Drei Reiche |
| GEBURTSDATUM     | 2. Jahrhundert oder 3. Jahrhundert                                |
| STERBEDATUM      | 3. Jahrhundert                                                    |